# Brian A. Skiff
Brian A. Skiff é um astrônomo americano, notabilizado pela descoberta de vários cometas, incluindo os cometas periódicos 114P/Wiseman-Skiff (em colaboração com Jennifer Wiseman) e 140P/Bowell-Skiff (em colaboração com Edward Bowell). Também descobriu vários asteroides.
Trabalhando no LONEOS, redescobriu o asteroide 69230 Hermes em outubro de 2003, perdido desde 1937. Também descobriu o asteroide Apohele 2004 JG6 em maio de 2004, o segundo asteroide conhecido cujo período orbital é menor do que o da Terra.
O asteroide 2554 Skiff foi batizado em sua homenagem. Skiff trabalha como astrônomo no Observatório Lowell desde 1976.
| 2525 O'Steen        | 2 de novembro de 1981  |                                     |
| 2557 Putnam         | 26 de setembro de 1981 | em colaboração com Norman G. Thomas |
| 2588 Flavia         | 2 de novembro de 1981  |                                     |
| 2864 Soderblom      | 12 de janeiro de 1983  |                                     |
| 2881 Meiden         | 12 de janeiro de 1983  |                                     |
| 3140 Stellafane     | 9 de janeiro de 1983   |                                     |
| 3153 Lincoln        | 28 de setembro de 1984 |                                     |
| 3154 Grant          | 28 de setembro de 1984 |                                     |
| 3155 Lee            | 28 de setembro de 1984 |                                     |
| 3256 Daguerre       | 26 de setembro de 1981 | em colaboração com Norman G. Thomas |
| 3325 TARDIS         | 3 de maio de 1984      |                                     |
| 3434 Hurless        | 2 de novembro de 1981  |                                     |
| 3505 Byrd           | 9 de janeiro de 1983   |                                     |
| 3617 Eicher         | 2 de junho de 1984     |                                     |
| 3637 O'Meara        | 23 de outubro de 1984  |                                     |
| 3684 Berry          | 9 de janeiro de 1983   |                                     |
| 3706 Sinnott        | 28 de setembro de 1984 |                                     |
| 3807 Pagels         | 26 de setembro de 1981 | em colaboração com Norman G. Thomas |
| 3819 Robinson       | 12 de janeiro de 1983  |                                     |
| 3841 Dicicco        | 4 de novembro de 1983  |                                     |
| 3872 Akirafujii     | 12 de janeiro de 1983  |                                     |
| 4078 Polakis        | 9 de janeiro de 1983   |                                     |
| 4147 Lennon         | 12 de janeiro de 1983  |                                     |
| 4149 Harrison       | 9 de março de 1984     |                                     |
| 4150 Starr          | 31 de agosto de 1984   |                                     |
| 4193 Salanave       | 26 de setembro de 1981 | em colaboração com Norman G. Thomas |
| 4201 Orosz          | 3 de maio de 1984      |                                     |
| 4336 Jasniewicz     | 31 de agosto de 1984   |                                     |
| 4690 Strasbourg     | 9 de janeiro de 1983   |                                     |
| 4692 SIMBAD         | 4 de novembro de 1983  |                                     |
| 4932 Texstapa       | 9 de março de 1984     |                                     |
| 5460 Tsenaat'a'i    | 12 de janeiro de 1983  |                                     |
| 5945 Roachapproach  | 28 de setembro de 1984 |                                     |
| 6083 Janeirabloom   | 25 de setembro de 1984 |                                     |
| 6115 Martinduncan   | 25 de setembro de 1984 |                                     |
| 6173 Jimwestphal    | 9 de janeiro de 1983   |                                     |
| 6229 Tursachan      | 4 de novembro de 1983  |                                     |
| 6370 Malpais        | 9 de março de 1984     |                                     |
| 6690 Messick        | 25 de setembro de 1981 |                                     |
| 7393 Luginbuhl      | 28 de setembro de 1984 |                                     |
| 7863 Turnbull       | 2 de novembro de 1981  |                                     |
| 8147 Colemanhawkins | 28 de setembro de 1984 |                                     |
| 8994 Kashkashian    | 6 de novembro de 1980  |                                     |
| 10039 Keet Seel     | 2 de junho de 1984     |                                     |
| 10715 Nagler        | 11 de setembro de 1983 |                                     |
| 11823 Christen      | 2 de novembro de 1981  |                                     |
| (11831) 1984 SF3    | 28 de setembro de 1984 |                                     |
| 13001 Woodney       | 2 de novembro de 1981  |                                     |
| 13006 Schwaar       | 12 de janeiro de 1983  |                                     |
| (13487) 1981 VN     | 2 de novembro de 1981  |                                     |
| (15398) 1997 UZ23   | 30 de outubro de 1997  |                                     |
| (29127) 1985 FF2    | 24 de março de 1985    |                                     |
| (30769) 1984 ST2    | 28 de setembro de 1984 |                                     |
| (43754) 1983 AA     | 9 de janeiro de 1983   |                                     |
| (58621) 1997 UR23   | 27 de outubro de 1997  |                                     |
| (524522) Zoozve     | 11 de novembro de 2002 |                                     |